# ヴェルナー・ニーファー
ヴェルナー・ニーファー（Werner Niefer、1928年8月26日 - 1993年9月12日）は、ドイツの実業家である。ドイツの自動車メーカーであるダイムラー・ベンツの重役を務め、中でも、同社の乗用車部門として1980年代から1990年代に一時的に存在したメルセデス・ベンツ社（Mercedes-Benz AG）で取締役会会長を務めていたことで知られる。

## 経歴
ニーファーは1943年から1946年にかけてダイムラー・ベンツで見習いとして働き、工具製作を手掛けた。1948年から1951年に国立エスリンゲン工業学校（後のエスリンゲン大学）の夜間コースで学び、それが終わると、1952年にダイムラー・ベンツに大型エンジン製造部門のエンジニアとして再加入した。
1958年にニーファーはフリードリヒスハーフェンに所在するマイバッハ・モトーレンバウ・フリードリヒスハーフェンの製造部門の責任者を任された。同社は1960年にダイムラー・ベンツに買収され、ニーファーは1962年から1969年にかけて同社の経営を担った。
1969年にはダイムラー・ベンツとMANが協働してMTU社を設立し、大型エンジン製造事業は整理され、ニーファーはその内のMTUフリードリヒスハーフェンの経営を引き続き任され、1973年までその経営を担った。
1976年、ニーファーはダイムラー・ベンツの取締役の一人に任命され、生産責任者となり、同社の国内と海外の全ての工場を管轄する立場となる。
ジンデルフィンゲンの工場では、当時成功を収めていたW124用にプレス、塗装を含めた生産ラインを建設し、1日あたりの生産台数を1,600台にまで拡大した。
1977年には商用車のライトトランスポーターシリーズが追加され、1982年には小型セダンのW201（190シリーズ）の生産が始まったことで、乗用車もセダンだけで3系統（大型のW126、中型のW123、小型のW201）となったが、それらの生産体制も整えた。

### メルセデス・ベンツ社
1987年にエツァルト・ロイターがダイムラー・ベンツの最高経営責任者である取締役会会長となり、ニーファーはロイター体制で副会長となった。ロイターの方針の下、1989年にダイムラー・ベンツの乗用車部門が独立した子会社として分離されることになり、ニーファーは設立された「メルセデス・ベンツ社」を任され、初代の取締役会会長となった。
ダイムラー・ベンツにおいて、ロイターを支持して前任者であるヴェルナー・ブライトシュベルトを追い落としたニーファーだったが、任された乗用車部門においてはブライトシュベルトが先鞭をつけた車種の多様化路線を推し進めていった。
1993年5月まで同職を務めたが、65歳で引退した。

### 死去
メルセデス・ベンツ社から退いた同年の8月にシュトゥットガルトの病院で肺癌の手術を受け、その手術の合併症により翌月に死去した。

## 人物
ニーファーは経営者としての手腕は評価されていたが、個人としての行為のいくつかについては論争の的ともなった。
- 1990年5月にローマでバスを運転した際に事故を起こして観光客に重傷を負わせ、その際は5万ドルの罰金を課されている[1]。
- 1991年にメルセデス・ベンツ社が軍事機器の中東への違法な輸出に関与しているという告発を受けた[1]。これは証拠不十分だったため取り下げられた[1]。

## 栄典
- 1987年・名誉教授（ダルムシュタット応用科学大学（英語版））[2]
- 1988年・名誉学位（ブレーメン大学（英語版））
- 1989年・名誉学位（シュトゥットガルト大学）